# 디레일드 (2005년 영화)
《디레일드》(영어: Derailed)는 미국과 영국에서 제작된 미카엘 호프스트룀 감독의 2005년 범죄 스릴러 영화이다. 클라이브 오언, 제니퍼 애니스턴, 뱅상 카셀 등이 출연하였고, 로렌초 디보나벤투라 등이 제작에 참여하였다.

## 출연진
- 클라이브 오언
- 제니퍼 애니스턴
- 뱅상 카셀
- 이그지빗
- 리자
- 멀리사 조지
- 잔카를로 에스포시토
- 데이비드 모리시
- 애디슨 팀린
- 조지나 채프먼
- 데니스 오헤어
- 톰 콘티
- 레이철 블레이크
- 데이비드 오옐로워
- 대니 매카시

## 기타 제작진
- 공동 제작: 마크 쿠퍼
- 배역: 에이비 코프먼
- 미술: 앤드루 로스
- 의상: 내털리 워드